# Pauline Latham
Pour les articles homonymes, voir Latham (homonymie).
Pauline Latham, née le 4 février 1948 dans le Lincolnshire, est une femme politique britannique, membre du Parti conservateur et députée de Mid Derbyshire de 2010 à 2024.

## Biographie
Elle est née le 4 février 1948 dans le Lincolnshire. Elle grandit dans le Nottinghamshire et fait ses études à la Bramcote Hills Technical Grammar School. Elle déménage dans le Derbyshire en 1970. 
Elle est membre conservatrice du conseil du comté de Derbyshire de 1987 à 1993, et conseillère municipale de Derby de 1992 à 1996 et de 1998 à 2010. Elle occupe le poste de maire de Derby en 2007/08. Elle est également gouverneure de l'école Ecclesbourne pendant 12 ans. Elle est candidate à Broxtowe aux élections générales de 2001 et est candidate européenne en 1999 et 2004 pour les East Midlands. 
Le nom de Latham est ajouté à la liste des candidats conservateurs hautement prioritaires créée par David Cameron et elle est choisie comme candidate pour le Mid Derbyshire, une nouvelle circonscription créée à la suite du redécoupage électoral de 2010. Elle est élue au Parlement lors des Élections générales britanniques de 2010, avec 48,3% des voix et une majorité de 11 292 voix. 
Elle vote pour que le Royaume-Uni quitte l'Union européenne lors du référendum de 2016. Elle est membre du groupe de recherche européen et vote pour l'accord de retrait de Theresa May, le 29 mars 2019. Elle soutient Esther McVey lors des élections à la direction du Parti conservateur en 2019. Elle soutient la prorogation du Parlement par le Premier ministre Boris Johnson en 2019. 